# Józef Stanisław Sapieha
Pour les articles homonymes, voir Sapieha.
Ne doit pas être confondu avec Józef Stanisław Sapieha ou Józef Sapieha (1737-1792).
Józef Stanisław Sapieha, né le 16 janvier 1708 à Gdańsk, mort le 4 décembre 1754 à Vilnius, prince de la famille Sapieha, évêque coadjuteur de Vilnius.

## Biographie
Józef Stanisław Sapieha est le fils d'Aleksander Paweł Sapieha et de Maria Krystyna de Béthune. Le roi, Stanislas Leszczynski est son parrain.
Jusqu'en 1727, il étudie au Collège jésuite de Braniewo (pl), puis au séminaire de Sainte-Croix à Varsovie. Il est ordonné sous-diacre le 18 avril 1729, diacre le 14 avril 1732 et prêtre le 8 mai.
Au cours de l'élection de 1733, il soutient la candidature de Stanislaw Leszczyński. En 1736, grâce au soutien du grand chancelier, Jan Fryderyk Sapieha, il est admis à la cour d'Auguste III. Il est nommé évêque coadjuteur de Vilnius le 12 juin 1737.
Après la mort de Kazimierz Leon Sapieha, il accepte de prendre soin de ses neveux Aleksander et Michałl et s'implique dans les différends qui opposent les Sapieha aux membres de la famille Radziwiłł.
En 1746, il s'oppose à la confiscation des biens de l'Église orthodoxe en rétorsion à la persécution de l'église catholique de Smolensk, occupée par la Russie.
Il crée sa propre bibliothèque, copie et réécrit des livres, étudie et met en forme les archives des Sapieha. En 1753, il finance le télescope de l'Université de Vilnius.
Il meurt le 4 décembre 1754. Il est inhumé dans la cathédrale de Vilnius.

## Sources
- Notices d'autorité :   - VIAF
  - ISNI
  - Pologne
  - NUKAT